# Mkhambathini Local Municipality
Mkhambathini (englisch Mkhambathini Local Municipality) ist eine Lokalgemeinde im Distrikt uMgungundlovu der südafrikanischen Provinz KwaZulu-Natal. Der Verwaltungssitz der Gemeinde befindet sich in Camperdown. Bürgermeister ist Eric Ngcongo.
Mkhabathini ist ein isiZulu-Name für einen Berg in der Region, der auch als Tafelberg bekannt ist.

## Geografie
Mkhambathini ist die zweitkleinste Gemeinde im Distrikt. Sie liegt im Südosten von uMgungundlovu. Im Westen grenzt Mkhambathini an Richmond und Msunduzi, im Norden an uMshwathi und im Osten an eThekwini. Über die Hälfte des Gemeindegebiets besteht aus Naturwald, mit Sträuchern bewachsen oder Buschland.

## Städte und Orte
- Abebhuzi
- Camperdown
- Chibini
- Esitingini
- Makholweni
- Nungwane
- Ophokweni
- Oqweqweni

## Bevölkerung
Im Jahr 2011 hatte die Gemeinde 63.142 Einwohner auf 891 Quadratkilometern. Davon waren 94,8 % schwarz, 3,7 % weiß und 1 % Inder bzw. Asiaten. Erstsprache war zu 83,7 % isiZulu, zu 5,1 % isiXhosa, zu 4,9 % Englisch, zu 1,8 % Sesotho, zu 0,9 % Afrikaans und zu 0,8 % isiNdebele.

## Wirtschaft

### Allgemein
Mkhambathini ist wirtschaftlich und demografisch die schnellstwachsende Gemeinde im Distrikt. Die Nähe zu Pietermaritzburg und Durban bringt der Gemeinde viele strategische Vorteile. Allerdings ist der hohe Analphabetismus und die daraus resultierende Arbeitslosigkeit ein wirtschaftlicher Nachteil.

### Landwirtschaft
Die Struktur der Landwirtschaft in Mkhambathini geht zurück auf die Zeit der Apartheid. Somit wird gewerbliche Landwirtschaft nur im gut entwickelten Zentrum der Gemeinde betrieben. Die ländlichen Gebiete und vor allem vom Ingonyama Trust verwalteten Gebiete bleiben dabei außen vor. In Mkhambathini wird hauptsächlich Zuckerrohr angebaut und Geflügelzucht betrieben.

### Fertigungsindustrie
Die Fertigungsindustrie hat sich beinahe ausschließlich um Camperdown und Eston – wegen der dortigen Zuckerfabrik Eston Sugar Mill – angesiedelt. Allerdings werden dabei hauptsächlich die landwirtschaftlichen Erzeugnisse der Gemeinde, Zucker und Geflügelfleisch, weiterverarbeitet. Die wichtigsten Unternehmen sind Rainbow Chickens und Illovo Sugar.

### Tourismus
Die Tourismusbranche in Mkhambithi hat zwei Standbeine: den Öko- und Agrotourismus. Auch hier ist das Problem, dass sich die meisten Betriebe auf das Zentrum konzentrieren, während das Potenzial der ländlichen Gebiete nicht genutzt wird. Seit 2008 wird die Einrichtung des Mkhambathini Game Reserve geplant. Der Naturpark soll 110 Quadratkilometer groß werden. Das vorgeschlagene Gebiet liegt zwischen Durban und Pietermaritzburg nordöstlich der Nationalstraße N3.

## Sehenswürdigkeiten
- Mkhambathini Table Mountain
- Valley of Thousand Hills
- Mnsinsi Game Reserve
- Nagle Dam